# Ngữ hệ Algic
Ngữ hệ Algic (còn gọi là Ngữ hệ Algonquin–Wiyot–Yurok hay Algonquin–Ritwan) là một ngữ hệ bản địa Bắc Mỹ. Đa số ngôn ngữ Algic thuộc ngữ tộc Algonquin, phân bố rải rác trên một khu vực kéo dài từ dãy núi Rocky tới Canada Đại Tây Dương. Những ngôn ngữ Algic khác là tiếng Yurok và tiếng Wiyot tại bắc California, mặc dù gần về địa lý nhưng lại không có quan hệ gần. Tất cả những ngôn ngữ này đều phát triển từ ngôn ngữ Algic nguyên thủy, một ngôn ngữ nguyên thủy được ước tính là từng hiện diện cách nay 7.000 năm, được phục dựng dựa trên ngôn ngữ Algonquin nguyên thủy và những gì đã biết về tiếng Wiyot và tiếng Yurok.

## Từ nguyên
Thuật ngữ "Algic" được Henry Rowe Schoolcraft đặt ra trong tác phẩm Algic Researches, phát hành 1839. Thuật ngữ này "xuất phát từ Allegheny và Atlantic [Đại Tây Dương], để chỉ tộc người bản địa thời cổ đại cư ngụ tại vùng địa lý này." Những tộc người mà ông gọi là "Algic" sau đó được dùng để chỉ các dân tộc nói ngôn ngữ Algonquin.
Khi Edward Sapir đề xuất rằng nhóm Algonquin có quan hệ với tiếng Wiyot và tiếng Yurok tại bắc California, ông đã áp dụng tên gọi Algic cho ngữ hệ lớn hơn này. Vùng đất khởi nguồn của người Algic được cho là nằm đâu đó tại Tây Bắc Hoa Kỳ.

## Phân loại
Mối quan hệ giữa tiếng Wiyot và tiếng Yurok với nhóm Algonquin được đề xuất lần đầu tiên bởi Edward Sapir (1913, 1915, 1923). Đề xuất này bị phản bác bởi Truman Michelson (1914, 1914, 1935). Mối quan hệ này "sau đó đã được chứng minh để làm ai cũng phải hài lòng". Một điều gây tranh luận trong ngôn ngữ học Bắc Mỹ thời kỳ đầu là "giả thuyết Ritwan"; giả thuyết này gộp tiếng Wiyot và tiếng Yurok lại thành một nhóm gọi là "Ritwan". Đa số chuyên gia ngày nay phủ nhận giả thuyết Ritwan này.